# Justo de Gante

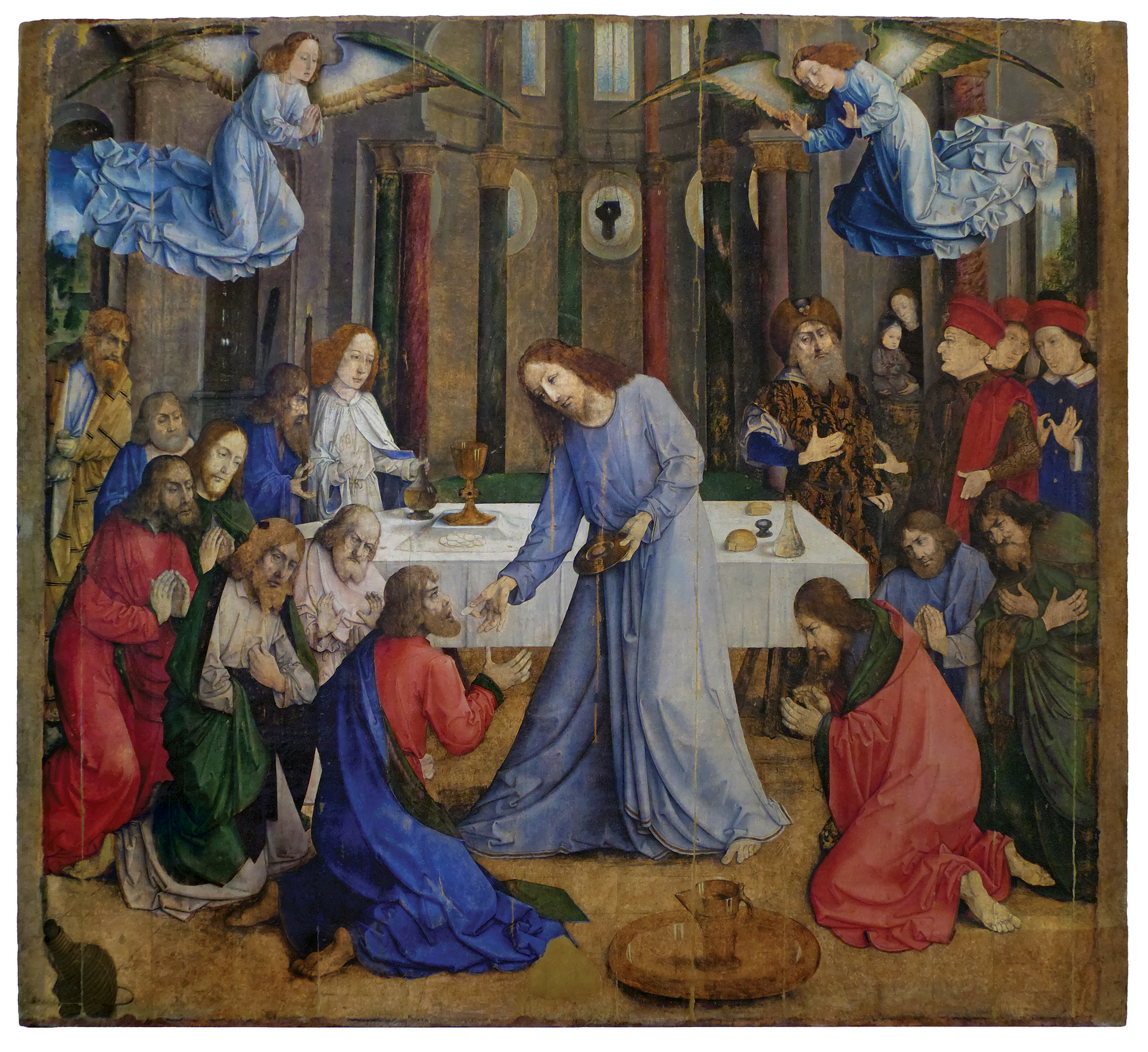
La institución de la Eucaristía, óleo sobre tabla, 311 x 335 cm, Urbino, Galleria Nazionale delle Marche.

Justo de Gante, conocido también con los nombres de Giusto di Gand, Giusto da Guanto, Jodochus van Ghent, Justus van Gent, Joos van Wassenhove, etc. (c. 1430-c. 1480) fue un pintor flamenco que desarrolló la única parte de su obra que se ha conservado en la Italia del Quattrocento.

## Biografía
Tanto Giorgio Vasari como Guicciardini lo llaman Giusto da Guanto, y las fuentes flamencas que amplían los datos de Vasari describen a este pintor como discípulo de Hubert van Eyck. Los registros de la Guilda de San Lucas, el gremio de pintores de la ciudad flamenca de Gante recogen seis maestros con los nombres de Joos o Jodocus en el siglo XV, pero ninguna de sus obras se ha conservado para poder comparar su estilo con el del Giusto que trabajó en Italia. 

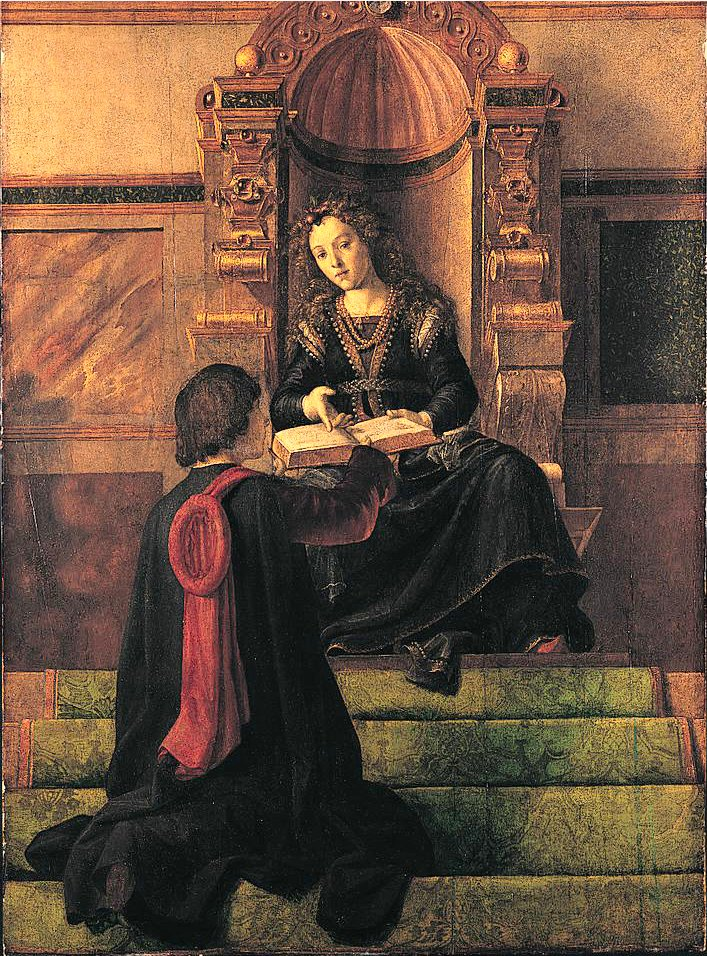
Justo de Gante y taller, Retórica, óleo sobre tabla, 157,2 x 105,2 cm. Un joven, posiblemente Federico de Montefeltro, duque de Urbino, ante la alegoría de la Retórica (National Gallery, Londres). La pintura forma parte de un ciclo dedicado a las Artes liberales al que también pertenecen la Música del mismo museo londinense y las alegorías de la Gramática y la Astronomía destruidas en Berlín en 1945.

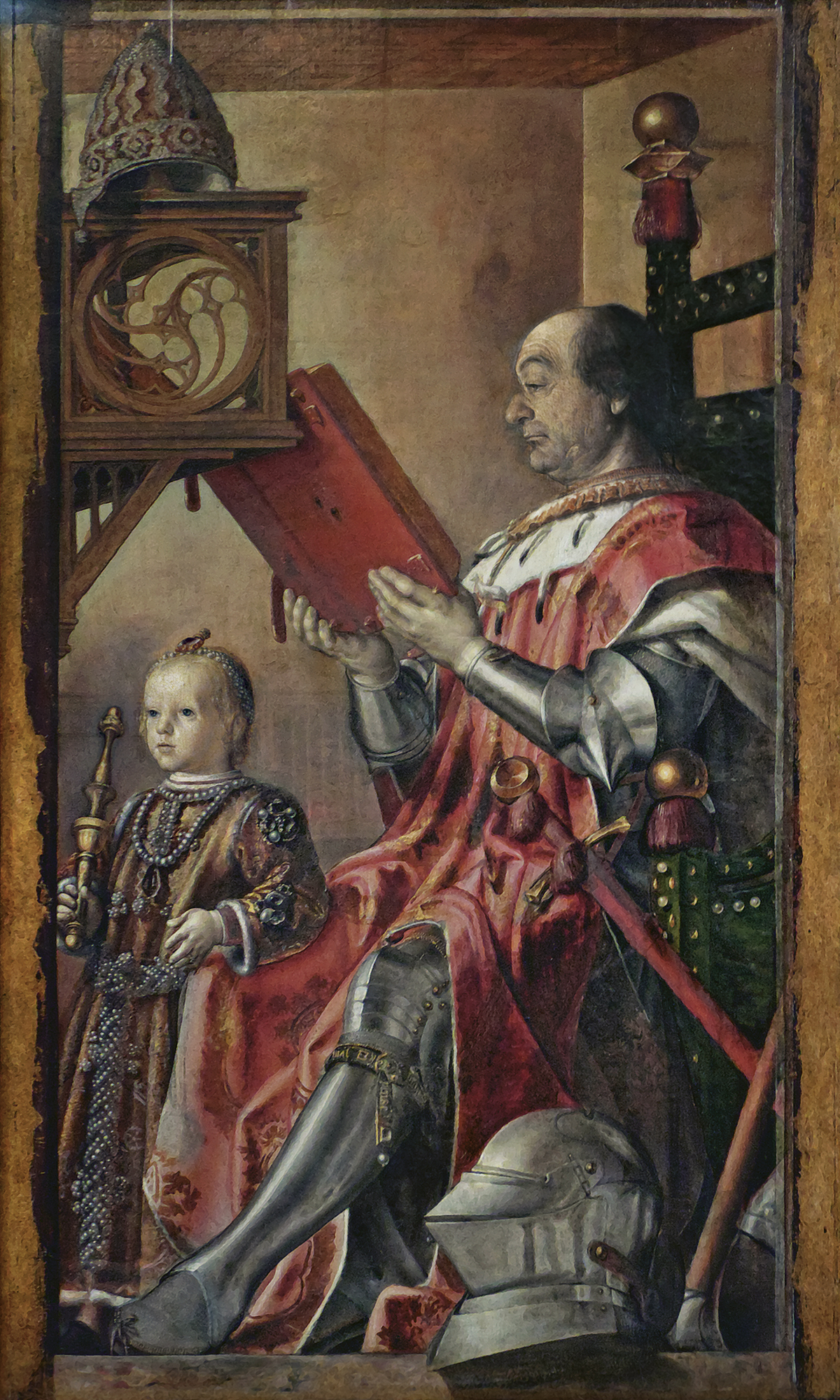
Federico de Montefeltro y su hijo Guidobaldo, óleo sobre tabla, 136 x 82 cm, procedente del studiolo del Palacio Ducal de Urbino, que Justo de Gante pintó en colaboración con un Pietro Spagnuolo, posiblemente identificado con Pedro Berruguete.

Entre 1465 y 1474, Justo de Gante ejecutó la Comunión de los Apóstoles que Vasari describe, ahora en la Galleria Nazionale delle Marche en Urbino. Fue pintada para la hermandad del Corpus Christi por encargo de Federico de Montefeltro, que se representa en la pintura en compañía de Caterino Zeno, un embajador persa en la corte de Urbino. Del estudio de esta obra se ha concluido que su autor, más que influencia de Hubert Van Eyck, la tiene de maestros flamencos posteriores, posiblemente de Dieric Bouts. En composición y dibujo Justo no se puede comparar con el nivel alcanzado por los mejores pintores flamencos; aunque sus retratos son buenos, sus figuras adolecen de falta de carácter y expresión. Se le ha comparado con Geertgen tot Sint Jans, aun estando muy por debajo del nivel técnico de este.
Vespasiano, un librero florentino que contribuyó mucho a formar el gusto anticuario de Federico de Montefeltro, anota que este le envió a Flandes a buscar un artista capaz de pintar una serie para la biblioteca recientemente constituida en su palacio de Urbino. Se ha conjeturado si Justo de Gante sería ese pintor y si por tanto sería el autor de los retratos de "Hombres Famosos" que se exhiben actualmente en el Louvre de París y en la Galleria Nazionale delle Marche de Urbino. Algunos de estos retratos han sido atribuidos asimismo a un artista citado por las fuentes como Pietro Spagnuolo que se ha identificado alguna vez con Pedro Berruguete.
Las notables divergencias entre estos grupos de pinturas y la Comunión de los Apóstoles dificultan la seguridad en la atribución. Si así fuera, significaría que Justo de Gante habría sido capaz, tras un cierto tiempo de estancia en Italia y el contacto con obras de autores como Melozzo da Forlí, de atemperar su estilo flamenco y exhibir el estilo mixto que esos retratos muestran. Tal asimilación, si es que realmente tuvo lugar, justifica el orgullo que los flamencos mostraban por la admiración con que Rafael se refería a estas obras y el hecho de que las copiara en su cuaderno de apuntes conservado en la Galería de la Academia de Venecia. 
Por otro lado, no hay base para suponer la identidad de Justo de Gante y un Justus d'Allamagna que pintó la Anunciación (1451) del claustro de Santa Maria di Castello de Génova. El dibujo y color de ese fresco muestra que Justus d'Allamagna era probablemente nativo del sur de Alemania y no un flamenco.